# Gionee
Gionee ist ein 2002 in Shenzhen gegründeter Produzent von Smartphones.

## Geschichte
Bei seiner Gründung war das Unternehmen einer der größten Mobiltelefonhersteller der Volksrepublik China. Bereits 2003 konnte man einen Marktanteil von 4,7 % vorweisen. Danach expandierte das Unternehmen  in benachbarte Länder um seine Produkte anbieten zu können. Es existieren in China zwei Fertigungsstätten; Dongguan Jinming Electronics und Dongguan Jinzhong Electronics. Insgesamt stehen über 20.000 m² Produktionsfläche zur Verfügung. Bisher investierte man ca. 80 Mio. RMB. Mit dem Gionee Elife S5.1 verkauft Gionee das derzeit dünnste Smartphone der Welt (Dicke: 5,1 mm), welches mit einem Eintrag ins Guinness-Buch der Rekorde bedacht wurde. 
Das Unternehmen sitzt im Times Science and Technology Mansion welches sich im Stadtbezirk Futian befindet.

## Marktpräsenz
Weiterhin ist Gionee in Indien, Bangladesch, Nigeria, Vietnam, Republik China (Taiwan), Myanmar, Thailand, Nepal und den Philippinen aktiv.
Auf den europäischen Kontinent werden Gionees Smartphones stets über Partner mit anderen Namen vertrieben.

## Kritik
Gionee verkaufte zwischen Dezember 2018 und Oktober 2019 insgesamt mehr als 21 Millionen Telefone mit aggressiver Malware. Es konnte nicht geklärt werden wie Gionee genau vorgegangen ist. Demnach soll Gionee insgesamt mehr als 3,47 Millionen Euro verdient haben. 

## Produkte (Auswahl)

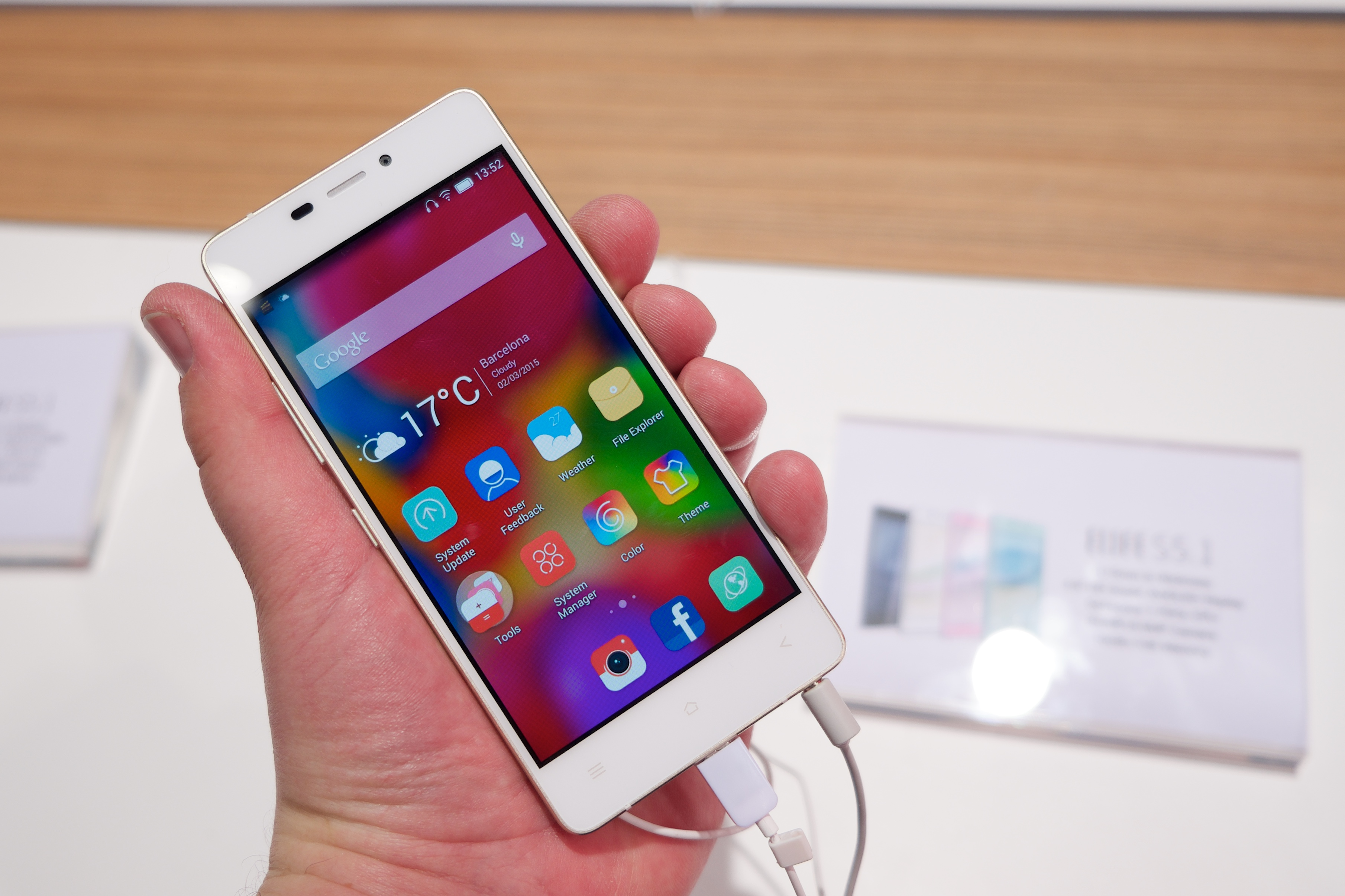
Das Gionee Elife S5.1

Zurzeit befinden sich unter anderem folgende Smartphones im Sortiment:
- Gionee Elife E7
- Gionee Elife E7 mini
- Gionee Elife E8
- Gionee Elife S5.1 (in Europa als Kazam Tornado 348 vertrieben)
- Gionee Elife S5.5 (in Europa als Allview X2 Soul vertrieben)
- Gionee Elife S7 (in Europa als Allview X2 Soul Pro vertrieben)

Alle Telefone laufen mit dem Betriebssystem Android.